# Кудинов, Анатолий Григорьевич
Анатолий Григорьевич Кудинов (8 июля 1930 — 13 июня 2012) — передовик советской пищевой промышленности, аппаратчик Краснодарского масложиркомбината имени В. В. Куйбышева Министерства пищевой промышленности РСФСР, Герой Социалистического Труда (1976).

## Биография
Родился в 1930 году в одном из населённых пунктов Тербунского района, ныне Липецкой области, в семье русского крестьянина.
В годы Великой Отечественной войны трудился в колхозе имени Калинина Тербунского района в полеводческой бригаде.  
В 1950 году вся семья переехала на постоянное место жительство в город Краснодар. Трудоустроился на Краснодарский жиркомбинат. После окончания курсов, стал работать оператором на линии по переработке жиров. За всё время работы Кудинов стал автором более 30 рационализаторских предложений по модернизации производственного цикла. 
В 1971 году, после реконструкции предприятия, были установлены новые агрегаты и производственные линии. За быстрое освоение нового процесса Кудинов был удостоен ордена Ленина.  
Указом Президиума Верховного Совета СССР от 2 марта 1976 года за достижение высоких показателей в развитии пищевой промышленности Анатолию Григорьевичу Кудинову было присвоено звание Героя Социалистического Труда с вручением ордена Ленина и медали «Серп и Молот».  
Избирался депутатом Краснодарского краевого и городского Советов народных депутатов.  
Проживал в Краснодаре. Умер 13 июня 2012 года. 

## Награды
За трудовые и боевые успехи был удостоен:
- золотая звезда «Серп и Молот» (02.03.1976)
- два ордена Ленина (26.04.1971, 02.03.1976)
- Орден Трудового Красного Знамени (21.07.1966)
- другие медали.